# Bredehorn
Bredehorn is een gehucht (Ortsteil) in de gemeente Bockhorn, die deel uitmaakt van de Landkreis Friesland in de Duitse deelstaat Nedersaksen. Het uit enkele groepen verspreid staande boerderijen bestaande plaatsje ligt 6 à 8 kilometer ten zuiden van het hoofddorp Bockhorn. Bredehorn ligt in het uiterste zuiden van de landkreis, tegen de grens met de Landkreis Ammerland.

## Geschiedenis
In de middeleeuwen bezat Bredehorn ( dat toen Vredehorn heette) een johannieterklooster. Dit klooster bezat weer vier grote kloosterhoven, Bredehorn, Lindern, Jührden en Grabhorn. Toen het gebied aan het graafschap Oldenburg was gekomen en de graaf de Reformatie had doorgevoerd, werden deze kloosterhoven in 1530 door de graaf in beslag genomen en in leen aan vier van zijn vazallen uitgegeven. Deze kloosterhoven ontwikkelden zich tot min of meer zelfstandige landgoederen. De kloosterhoeve van Lindern bezit een klein, oud archief over dit onderwerp. Het oude klooster zelf is gesloopt; de stenen van de muren van het klooster werden hergebruikt voor de bouw van Kasteel Neuenburg.
Het plaatsje behoorde sinds 1933 tot de Großgemeinde Friesische Wehde, die in 1948 in drie kleinere gemeentes werd opgesplitst; Bredehorn kwam in de gemeente Bockhorn te liggen.